# Амбролаури (аэропорт)
Аэропорт Амбролаури — небольшой аэропорт в грузинском городе Амбролаури (административный край Рача-Лечхуми и Нижняя Сванетия). Строился с августа 2016 года в течение четырёх месяцев, первый терминал открыт в январе 2017 года. Аэропорт принимает самолёты с вместимостью от 30 до 50 человек. В настоящее время ведутся переговоры о расширении аэропорта.